# 제주도 내왓당 무신도
제주도 내왓당 무신도(濟州道 川外堂 巫神圖)는 제주특별자치도 제주시, 제주대학교 박물관에 있는 조선시대의 무속화이다. 2001년 11월 30일 대한민국의 국가민속문화재 제240호로 지정되었다.

## 개요
내왓당은 제주시 용담동을 가로질러 흐르는 한내 옆에 있었던 신당으로 고종 19년(1882)에 훼철(毁撤)되었다. 내왓당에는 당나무에 종이돈, 염색한 옷감 등을 걸어 신체(神體)를 삼는 제주도내의 다른 당들과는 달리 12위 신의 모습들을 그려 모셨는데, 현재는 10폭만이 남아 있다. 남신상 6폭과 여신상 4폭으로 남신은 제석위, 원망위, 수령위, 천자위, 감찰위, 상사위 등이 있고, 여신은 본궁위, 중전위, 상군위, 홍아위 등이다.
내왓당 무신도는 무속과 뱀 신앙이 두드러졌던 제주도의 사회·문화적인 배경에서 그려진 것으로서, 삼색(빨강, 노랑, 초록)의 화려한 옷을 입은 신들의 얼굴표정, 부채를 잡은 손과 손가락의 움직임에서 금방이라도 그들의 권능과 영력이 시작될 듯한 생생한 모습을 잘 표현하고 있다.

## 참고 자료
- 제주도 내왓당 무신도 - 국가유산청 국가유산포털